# Нгобу, Бенджамин
Бенджамин Нгобу (1924 — 15 марта 2008) — габонский политический деятель, бывший министр иностранных дел Габона (1967—1968).